# 489 aC
El 489 aC va ser un any del calendari romà pre-julià. A l'Imperi Romà es coneixia com l'Any del Consolat de Jul i Rufus (o també any 265 ab urbe condita). La denominació 489 aC per a aquest any s'ha emprat des de l'edat mitjana, quan el calendari Anno Domini va ser el mètode prevalent a Europa per a anomenar els anys.

## Esdeveniments

### Grècia
- Després de la victòria en la batalla de Marató, Milcíades el Jove fa construir setanta naus que va dirigir contra les illes gregues que havien donat suport als perses i va dirigir una expedició a Paros on sembla que volia venjar un greuge privat, però allà va ser rebutjat per l'enemic, i ferit a la cama, va haver de tornar a Atenes. Al seu retorn, en un procés dirigit per Xàntip se'l va acusar de traïció i se'l va condemnar a mort. La ferida se li va gangrenar i van retirar la pena de mort a canvi d'una multa de 50 talents, suma impossible de pagar. Tancat a la presó va morir de la gangrena.[2]
- Cimó II, fill de Milcíades, a la mort del seu pare i per enterrar el seu cos, va pagar la multa de 50 talents i va ocupar el seu lloc a la presó (la presó era voluntària però el deute s'heretava legalment).[2]
- Aristides, un militar i estadista atenenc, va ser nomenat arcont a Atenes.[3]

### Roma
- Gai Juli Jul i Publi Pinari Mamercí Rufus són elegits cònsols a Roma.[4]
- Aquest any els volscs dirigits per Coriolà, inicien la guerra contra Roma.[4]

## Necrològiques
- Milcíades el Jove, general atenenc. (Nascut en el 550 aC)